# Delias pheres
Delias pheres är en fjärilsart som beskrevs av Jordan 1912. Delias pheres ingår i släktet Delias och familjen vitfjärilar. Inga underarter finns listade i Catalogue of Life.